# 马慧娟
马慧娟（1980年4月—），宁夏泾源人，回族，无党派人士。中华人民共和国政治人物、第十三届全国人民代表大会宁夏地区代表。

## 生平
2018年2月24日，当选为第十三届全国人大代表。